# Daniel Høegh
Daniel Høegh (ur. 6 stycznia 1991 w Odense) – duński piłkarz występujący na pozycji obrońcy.

## Kariera klubowa
Høegh od początku profesjonalnej kariery związany był z klubem Odense BK. W Superligaen zadebiutował 30 sierpnia 2010 w wygranym 2:1 meczu z FC Midtjylland. Swoją pierwszą bramkę zdobył 19 maja 2011 w spotkaniu z AC Horsens (3:3). 2 czerwca 2015 podpisał kontrakt z FC Basel, zdobył z nim mistrzostwo Szwajcarii w 2016 i 2017. Następnie przeszedł do Heerenveen. W 2020 został piłkarzem FC Midtjylland.
| Sezon   | Klub       | Kraj       | Rozgrywki    | Mecze | Bramki | Rozgrywki Europy                     | Mecze | Bramki |
| ------- | ---------- | ---------- | ------------ | ----- | ------ | ------------------------------------ | ----- | ------ |
| 2010/11 | Odense BK  | Dania      | Superligaen  | 12    | 1      | Liga Europy UEFA                     | 1     | 0      |
| 2011/12 | Odense BK  | Dania      | Superligaen  | 22    | 0      | Liga Mistrzów UEFA, Liga Europy UEFA | 5     | 0      |
| 2012/13 | Odense BK  | Dania      | Superligaen  | 25    | 0      | –                                    | –     | –      |
| 2013/14 | Odense BK  | Dania      | Superligaen  | 20    | 1      | –                                    | –     | –      |
| 2014/15 | Odense BK  | Dania      | Superligaen  | 25    | 3      | –                                    | –     | –      |
| 2015/16 | FC Basel   | Szwajcaria | Super League | 12    | 0      | Liga Mistrzów UEFA, Liga Europy UEFA | 6     | 0      |
| 2016/17 | FC Basel   | Szwajcaria | Super League | 10    | 0      | –                                    | –     | –      |
| 2017/18 | Heerenveen | Holandia   | Eredivisie   | 36    | 3      | –                                    | –     | –      |
| 2018/19 | Heerenveen | Holandia   | Eredivisie   | 31    | 2      | –                                    | –     | –      |
| 2019/20 | Heerenveen | Holandia   | Eredivisie   | 4     | 0      | –                                    | –     | –      |

Stan na: 8 października 2020

## Kariera reprezentacyjna
W reprezentacji Danii zadebiutował 26 stycznia 2013 roku w towarzyskim meczu przeciwko Kanadzie. Na boisku pojawił się w 76 minucie meczu.
| Mecze i gole w reprezentacji | Mecze i gole w reprezentacji | Mecze i gole w reprezentacji | Mecze i gole w reprezentacji | Mecze i gole w reprezentacji | Mecze i gole w reprezentacji | Mecze i gole w reprezentacji |
| 2013                         | 2013                         | 2013                         | 2013                         | 2013                         | 2013                         | 2013                         |
| ---------------------------- | ---------------------------- | ---------------------------- | ---------------------------- | ---------------------------- | ---------------------------- | ---------------------------- |
| 1.                           | 26.01.2013                   | Tucson, USA                  | Kanada                       | 4:0                          | 0                            | towarzyski                   |

## Sukcesy

### FC Basel
- Mistrzostwo Szwajcarii: 2015/2016, 2016/2017
- Puchar Szwajcarii: 2016/2017